# رضا لحول
رضا الاحول وزير التجارة والصناعات التقليدية في حكومة الحبيب الصيد.

## النشأة والمسيرة
ولد في 10 جانفي 1957 في قصر هلال و تخرج كمهندس في مجال الصناعات الغذائية.عمل طويلا في الادرات الجهوية للتجارة من 1997 حتى 2010 و ذلك بسوسة ثم مديرا جهويا للتجارة بتوزر،القيروان، المهدية نابل ثم اريانة
عين مديرا عاما للمعهد الوطني للاستهلاك بين سنتي 2010 و 2012 ثم رئيس مدير عام الشركة التونسية لأسواق الجملة من 2012 إلى 2013. تقلد بعد ذلك منصب والي بنزرت حتى سنة 2015
تم اختياره وزيرا للتجارة في فيفري 2015 في أول حكومة منبثقة عن أول انتخابات بعد الثورة التونسية .
شغل المنصب حتى جانفي 2016 ،
عرفت فترة اشرافه إلى الوزارة انخفاظاً كبيرا في الأسعار وفي نسبة التضخم التي هبطت إلى مستوى تاريخي وتراجعت في حدود شهر ديسمبر 2016 من إلى 3.5% بالمائة بعد أن كانت في حدود 6%
بالإضافة لتقلص العجز التجاري على مستوى الصادرات ومستوي الواردات وبالتالي تراجع العجز التجاري بفضل تحسن صادرات تونس من زيت الزيتون والتمور
عرفت فترته كذلك سلسلة من الاجرات ساهمت في الضرب على أيدي المحتكرين، ويرجح المراقبون هذا النجاح إلى كونه من أبناء الوزارة وعليم بكل حيثياتها.
أعاد الاعتبار إلى أبناء وكوادر الوزارة ومنع التسميات من خارج وزارة التجارة.
عرف بزيارته الفجئية والمتكررة لكافة مناطق الجمهورية وخاصة أسواق الجملة.